# Бутен, Селестен
Селестен Бутен (фр. Célestin Boutin; род. 4 июля 1995, Лиллер) — французский артист балета.
Родился в семье предпринимателей. Вырос в Исберге, где в четырёхлетнем возрасте начал заниматься танцем. С восьми лет учился в консерватории города Брюэ-ла-Бюисьер у Лулы Домбровски, затем в Париже у Моник Арабян и наконец в 2009—2012 гг. в Высшей школе танца Розеллы Хайтауэр в Каннах (педагоги Джеймс Урбан, Паола Канталупо, Том ван Кауэнберг и Кристоф Дюво). В 2012—2013 гг. был приглашён для завершения обучения в школу Королевского балета Швеции, где среди его наставников была, в частности, Моника Менгарелли. В 2012 году вышел в полуфинал конкурса Приз Лозанны, в 2013 году занял второе место на Конкурсе артистов балета северных и балтийских стран в Фалуне. Стажировался в балете Пражской оперы и в Нидерландском театре танца в Гааге.
Дебютировал в 2015 году на Гарсингтонском оперном фестивале в партии Тадзио в опере Бенджамина Бриттена «Смерть в Венеции», став, по мнению критики, центральным событием этой яркой постановки. Одновременно с этим был приглашён в труппу Большого канадского балета, с 2018 года солист, с 2024 года премьер. Высокую оценку получило исполнение Бутеном партии Илариона (в русской версии либретто — Ганса) в балете «Жизель», была отмечена и харизматичность молодого танцора при исполнении известной канадской хореографической миниатюры «Смущение» (англ. Blushing) в постановке Питера Куанза.
В 2020 году вместе с художником и перформером Арманом Вайянкуром снялся в видеоклипе канадской певицы Дианы Дюфрен на песню «Как проклятый» (фр. Comme un damné), балетмейстер Иван Каваллари.